# Gustavo Mohme
Gustavo Mohme Llona (Chulucanas, 25 de abril de 1930-Lima, 23 de abril de 2000) fue un ingeniero civil, empresario, periodista y político peruano. Fue congresista de la república durante el periodo 1995-2000 y senador en 2 periodos. Fue también fundador del reconocido diario La República.

## Biografía
Gustavo Mohme nació en el Distrito de Chulucanas, ubicado en el Departamento de Piura, el 25 de abril de 1930. Sus padres fueron Gustavo Mohme y Stella Llona. Debido a la repentina muerte de su madre fue criado desde muy pequeño por su abuela materna, Stella Miller de Llona. Fue descendiente del científico Scipión Llona. 
Tras cursar su secundaria en la ciudad de Lima, en el colegio San Andrés, realizó luego sus estudios superiores en la Universidad Nacional de Ingeniería de la que egresó, en 1955, con el título de ingeniero civil. Regresó a su natal Piura donde alternó las labores profesionales en la empresa constructora “Woodman & Mohme” que creó con el empresario Arturo Woodman. Además, fue profesor en el colegio Carlos A. Salaverry.
En 1956, Gustavo Mohme se casó con Helena Seminario Requena con lo que tuvo seis hijos: Stella Mercedes, Gustavo Adolfo, María Eugenia, Gerardo, Helena Ramona y Carlos Eduardo.
El 16 de noviembre de 1981, fundó el diario La República, el cual se convirtió en uno de los diarios más importantes del país. Su diario se caracterizó por su gran defensa a los derechos humanos y por su férrea oposición a la dictadura fascista del condenado expresidente Alberto Fujimori.

## Carrera política
Gustavo Mohme inició su carrera política cuando conoció al expresidente Fernando Belaúnde Terry y se unió en el partido de este último, Acción Popular, el cual en un inicio tenía una línea política de centroizquierda cercana a la socialdemocracia, con algunas facciones de tinte marxista y otros grupos siendo de tendencia conservadora de postura proestadounidense.
Luego, con varios de sus colegas en la organización, se separan del partido para fundar Acción Popular Socialista (APS), una escisión de Acción Popular compuesta por exmiembros de tendencia marxista, tras desacuerdos con la dirigencia conservadora de AP.

### Candidato Presidencial
En las elecciones generales de 1980, Mohme decidió iniciar su participación política al postular a la presidencia de la república, sin embargo, no resultó elegido.

### Senador de la República
Para las elecciones generales de 1985, decidió unirse a la alianza Izquierda Unida liderada por el histórico Alfonso Barrantes como el candidato presidencial. Mohme decidió postular al Senado y logró resultar elegido para el periodo 1985-1990. Fue reelegido en las elecciones de 1990, donde también participó en la plancha presidencial de Henry Pease por Izquierda Unida.
El 5 de abril de 1992, su cargo en el parlamento fue disuelto tras el autogolpe de estado decretado por el expresidente Alberto Fujimori. Desde entonces, Mohme se convirtió en un fuerte opositor al régimen fujimorista y fue víctima de persecución por parte del gobierno.

### Congresista de la República
Para las elecciones generales de 1995, Mohme fue convocado por Javier Pérez de Cuéllar para formar parte del partido Unión por el Perú postular al Congreso de la República. Logró resultar elegido como congresista de la república para el periodo parlamentario 1995-2000, con 18,467 votos.
Durante su gestión, se enfrentó al régimen autoritario cuando destituyeron ilegalmente a los magistrados del Tribunal Constitucional y también apoyó el referéndum de 1998 que buscaba frenar la tercera reelección de Alberto Fujimori a la presidencia de la república.
En noviembre de 1999, Mohme fue uno de los políticos que firmó el Acuerdo de Gobernabilidad para fortalecer las libertades ciudadanas y conservar la institucionalidad democrática, un acto realizado en oposición a Fujimori.

## Fallecimiento
Para las elecciones generales del año 2000, Mohme postuló nuevamente al Congreso de la República como miembro del partido Somos Perú y resultó elegido, pero justo a meses de su juramentación, mientras caminaba en un balneario del sur de Lima, sufrió un infarto agudo de miocardio; por el cual es conducido a un hospital donde permaneció hasta su fallecimiento el 23 de abril del 2000. Pocos meses después, caía el régimen de Fujimori. Sus restos descansan en el sector Los Sauces del Cementerio Jardines de la Paz del Distrito de La Molina, junto a los de su madre, repatriada en 2018.

## Homenajes
La Sala de Prensa del Congreso de la República llevaba su nombre por haberse destacado como periodista en defensa de la democracia. Sin embargo, el 7 de septiembre del 2017, el nombre de la Sala de prensa fue cambiado por el nombre de ''Héroes Defensores de la Democracia'', la cual generó diferentes críticas y respuestas por diferentes bancadas de ese congreso. Esta maniobra vengativa fue realizada por congresistas fujimoristas cuando la Mesa Directiva era dirigida por Luis Galarreta.